# 尤拉克奧爾科山 (阿雷基帕-莫克瓜)
16°02′30″S 70°48′27″W / 16.04167°S 70.80750°W
尤拉克奧爾科山（Yuraq Urqu），是秘魯的山峰，位於該國南部阿雷基帕大區和莫克瓜大區，由聖胡安德塔魯卡尼區和烏比納斯區負責管轄，屬於安地斯山脈的一部分，海拔高度4,858米。